# Cis bilamellatus
Cis bilamellatus es una especie de coleóptero de la familia Ciidae.

## Distribución geográfica
Habita en Australia.